# 2012年のJリーグ
この項目では、2012年シーズンの日本プロサッカーリーグ（Jリーグ）について述べる。

## 概要
2011年12月19日に行われたJリーグ理事会で各大会方式等が正式決定した（ただし、それ以前から概要が決められている）。リーグ戦以外のカップ等の大会方式については当該項目も参照のこと。
- 2011年9月20日開催の理事会において、Jリーグ ディビジョン1 (J1) は原則土曜日に、Jリーグ ディビジョン2 (J2)は原則日曜日に開催となるように日程が調整されることが決まった。ただし、AFCチャンピオンズリーグ2012に参加するJ1クラブの試合については例外的に日曜日開催とすることも認める方針[1]。
- ヤマザキナビスコカップについてはJ2の参入する案も検討されたが、J2実行委員会では承認が得られたものの、J1実行委員会で過半数が反対だったことを受け、従前の方式（J1クラブのみによる開催）が継続される[1]。
- リーグ戦公式球として、アディダスの「TANGO 12」が用いられる[2]。

本年度はJリーグ創立20周年にあたることから、アニメ映画『名探偵コナン 11人目のストライカー』とのコラボレーションを始めとした様々な企画が行われることとなっている。
また今年度開幕前にはJリーグ中継のテレビ放映権の更新も行われ、オフィシャルブロードキャスティングパートナーであるスカパーJSAT（スカパー!、スカパー!e2）と放送権契約を更新した。また日本放送協会（NHK総合テレビジョン・NHK BS1）とも放映権を更新したほか、民放ではこれまでのTBSテレビに加えてスカイ・エー（朝日放送系）がスカパーからのサブライセンスを受ける形で放映権を取得し、J1の各節1試合ずつをスカパー!のCS放送「TBSチャンネル」「スカイ・A sports+（同局はJ2も随時）」で生放送する。
大会の協賛スポンサーのカテゴリーも見直され、リーグ戦のオフィシャルスポンサー（6社→8月に1社追加され7社）が最上級カテゴリーの「リーグトップパートナー」と表記されるなど、各種協賛カテゴリーの表記が明確化された。

## できごと
1月17日
J1・J2の開幕カードならびに各クラブのホーム初戦が発表される。このうち、2012年シーズンからJ2に参入するFC町田ゼルビアについては、ホームスタジアムである町田市立陸上競技場の改修（仮設棟建設）が開幕に間に合わないことから、ホーム初戦（3月11日・アビスパ福岡戦）は駒沢オリンピック公園総合運動場陸上競技場で代替開催される。J2昇格クラブでホーム初戦がホームスタジアム以外で行われるのは初めて。
2月21日
この日行われた理事会で名古屋グランパスとガンバ大阪のホームタウン広域化が認められ、名古屋は「名古屋市、豊田市、みよし市を中心とする愛知県全県」を、G大阪は「大阪府吹田市、茨木市、高槻市、豊中市」をホームタウンとすることとなった。また、これに合わせて、これまで名古屋の準ホームスタジアムとして使われていた豊田スタジアムが正式に名古屋のホームスタジアムとなった。
3月3日
FUJI XEROX SUPER CUPが行われ、柏レイソルが2-1でFC東京を下す。
3月4日
J2のリーグ戦が開幕。試合数とスケジュールの関係で、J1より1週間早い開幕となった。
3月6日
AFCチャンピオンズリーグ2012が開幕。2011年のJ1上位の柏レイソル・名古屋グランパス・ガンバ大阪と、第91回天皇杯覇者のFC東京が出場。リーグ戦の谷間に当たる火曜日・水曜日に試合が組まれる。
3月10日
J1のリーグ戦が開幕。
3月20日
2012Jリーグヤマザキナビスコカップが開幕。
4月17日
この日行われた理事会で、京都サンガF.C.のホームタウンを「京都市、宇治市、城陽市、向日市、長岡京市、京田辺市、木津川市」に変更（新たに木津川市を追加）することを承認。
4月18日
FC岐阜が公益社団法人日本プロサッカーリーグより「予算管理団体」の指定を受けた。
5月6日
この日開催されたJ2第13節・栃木SC-アビスパ福岡戦（栃木県グリーンスタジアム）は、試合開始直前の雷雨のためキックオフを27分遅らせて試合開始したものの、51分（後半6分）に落雷のおそれのため試合を中断。25分後に試合再開するも69分（後半24分）に雷雨のため再度中断、結局試合続行不可能と判断され、この時点で試合中止。5月17日に69分38秒時点からの再開試合が開催された（Jリーグでの再開試合は史上2度目）。この日は他会場でも雷雨や雹のため試合開始遅延・試合中断が相次いだ。
10月21日
この日行われたJ2第39節・アビスパ福岡-ヴァンフォーレ甲府戦（レベルファイブスタジアム）で甲府が勝利したことにより、甲府のJ2優勝が決定。
また、同日行われたJ2第39節・東京ヴェルディ-栃木SC戦（味の素スタジアム）で、18歳1ヶ月28日の中島翔哉（東京V）がハットトリック達成。2000年にエメルソン（札幌）が記録した18歳6ヶ月6日を上回るJリーグ史上最年少記録
11月12日
Jリーグ臨時理事会が開かれ、前日に全日程を終了したJ2リーグ戦の結果によりJ2優勝のヴァンフォーレ甲府と2位の湘南ベルマーレ、J1昇格プレーオフ勝利クラブのJ1昇格とJ1で16位から18位のクラブのJ2降格、J2で22位だったFC町田ゼルビアのJFL降格、JFL優勝のV・ファーレン長崎のJ2昇格を承認。
11月23日
J1昇格プレーオフ決勝・大分トリニータ-ジェフユナイテッド千葉戦（国立競技場）で大分が勝利したことにより、大分のJ1昇格が決定。
11月24日
J1第33節・サンフレッチェ広島-セレッソ大阪戦（広島ビッグアーチ）で広島が勝利し、ベガルタ仙台-アルビレックス新潟戦（ユアテックスタジアム仙台）で仙台が敗れたことにより、広島のJ1優勝が決定。

## J1
| 順 | チーム                 | 試 | 勝 | 分 | 敗 | 得 | 失 | 差  | 点 | 出場権または降格                       |
| -- | ---------------------- | -- | -- | -- | -- | -- | -- | --- | -- | -------------------------------------- |
| 1  | サンフレッチェ広島 (C) | 34 | 19 | 7  | 8  | 63 | 34 | +29 | 64 | ACL2013・CWC2012の出場権を獲得         |
| 2  | ベガルタ仙台           | 34 | 15 | 12 | 7  | 59 | 43 | +16 | 57 | ACL2013グループステージ1の出場権を獲得 |
| 3  | 浦和レッズ             | 34 | 15 | 10 | 9  | 47 | 42 | +5  | 55 | ACL2013グループステージ1の出場権を獲得 |
| 4  | 横浜F・マリノス        | 34 | 13 | 14 | 7  | 44 | 33 | +11 | 53 |                                        |
| 5  | サガン鳥栖             | 34 | 15 | 8  | 11 | 48 | 39 | +9  | 53 |                                        |
| 6  | 柏レイソル             | 34 | 15 | 7  | 12 | 57 | 52 | +5  | 52 |                                        |
| 7  | 名古屋グランパス       | 34 | 15 | 7  | 12 | 46 | 47 | −1  | 52 |                                        |
| 8  | 川崎フロンターレ       | 34 | 14 | 8  | 12 | 51 | 50 | +1  | 50 |                                        |
| 9  | 清水エスパルス         | 34 | 14 | 7  | 13 | 39 | 40 | −1  | 49 |                                        |
| 10 | FC東京                 | 34 | 14 | 6  | 14 | 47 | 44 | +3  | 48 |                                        |
| 11 | 鹿島アントラーズ       | 34 | 12 | 10 | 12 | 50 | 43 | +7  | 46 |                                        |
| 12 | ジュビロ磐田           | 34 | 13 | 7  | 14 | 57 | 53 | +4  | 46 |                                        |
| 13 | 大宮アルディージャ     | 34 | 11 | 11 | 12 | 38 | 45 | −7  | 44 |                                        |
| 14 | セレッソ大阪           | 34 | 11 | 9  | 14 | 47 | 53 | −6  | 42 |                                        |
| 15 | アルビレックス新潟     | 34 | 10 | 10 | 14 | 29 | 34 | −5  | 40 |                                        |
| 16 | ヴィッセル神戸 (R)     | 34 | 11 | 6  | 17 | 41 | 50 | −9  | 39 | J22013へ降格                           |
| 17 | ガンバ大阪 (R)         | 34 | 9  | 11 | 14 | 67 | 65 | +2  | 38 | J22013へ降格                           |
| 18 | コンサドーレ札幌 (R)   | 34 | 4  | 2  | 28 | 25 | 88 | −63 | 14 | J22013へ降格                           |

最終更新は2013年12月1日の試合終了時
出典: J. League Data Site
順位の決定基準: 1. 勝点; 2. 得失点差; 3. 得点数.
1 第92回天皇杯全日本サッカー選手権大会優勝クラブにもAFCチャンピオンズリーグ2013参加資格が与えられるが、同大会優勝クラブがJ1リーグ戦上位に入った場合は、リーグ戦次点のクラブに参加資格が与えられる。

## J2
| 順 | チーム                     | 試 | 勝 | 分 | 敗 | 得 | 失 | 差  | 点 | 出場権または降格                   |
| -- | -------------------------- | -- | -- | -- | -- | -- | -- | --- | -- | ---------------------------------- |
| 1  | ヴァンフォーレ甲府 (C) (P) | 42 | 24 | 14 | 4  | 63 | 35 | +28 | 86 | Jリーグ ディビジョン1 2013へ昇格 1 |
| 2  | 湘南ベルマーレ (P)         | 42 | 20 | 15 | 7  | 66 | 43 | +23 | 75 | Jリーグ ディビジョン1 2013へ昇格 1 |
| 3  | 京都サンガF.C.             | 42 | 23 | 5  | 14 | 61 | 45 | +16 | 74 | J1昇格プレーオフに出場 1           |
| 4  | 横浜FC                     | 42 | 22 | 7  | 13 | 62 | 45 | +17 | 73 | J1昇格プレーオフに出場 1           |
| 5  | ジェフユナイテッド千葉     | 42 | 21 | 9  | 12 | 61 | 33 | +28 | 72 | J1昇格プレーオフに出場 1           |
| 6  | 大分トリニータ (O) (P)     | 42 | 21 | 8  | 13 | 59 | 40 | +19 | 71 | J1昇格プレーオフに出場 1           |
| 7  | 東京ヴェルディ             | 42 | 20 | 6  | 16 | 65 | 46 | +19 | 66 |                                    |
| 8  | ファジアーノ岡山           | 42 | 17 | 14 | 11 | 41 | 34 | +7  | 65 |                                    |
| 9  | ギラヴァンツ北九州         | 42 | 19 | 7  | 16 | 53 | 47 | +6  | 64 |                                    |
| 10 | モンテディオ山形           | 42 | 16 | 13 | 13 | 51 | 49 | +2  | 61 |                                    |
| 11 | 栃木SC                     | 42 | 17 | 9  | 16 | 50 | 49 | +1  | 60 |                                    |
| 12 | 松本山雅FC                 | 42 | 15 | 14 | 13 | 46 | 43 | +3  | 59 |                                    |
| 13 | 水戸ホーリーホック         | 42 | 15 | 11 | 16 | 47 | 49 | −2  | 56 |                                    |
| 14 | ロアッソ熊本               | 42 | 15 | 10 | 17 | 40 | 48 | −8  | 55 |                                    |
| 15 | 徳島ヴォルティス           | 42 | 13 | 12 | 17 | 45 | 49 | −4  | 51 |                                    |
| 16 | 愛媛FC                     | 42 | 12 | 14 | 16 | 47 | 46 | +1  | 50 |                                    |
| 17 | ザスパ草津                 | 42 | 12 | 11 | 19 | 31 | 45 | −14 | 47 |                                    |
| 18 | アビスパ福岡               | 42 | 9  | 14 | 19 | 53 | 68 | −15 | 41 |                                    |
| 19 | カターレ富山               | 42 | 9  | 11 | 22 | 38 | 59 | −21 | 38 |                                    |
| 20 | ガイナーレ鳥取             | 42 | 11 | 5  | 26 | 33 | 78 | −45 | 38 |                                    |
| 21 | FC岐阜                     | 42 | 7  | 14 | 21 | 27 | 55 | −28 | 35 |                                    |
| 22 | FC町田ゼルビア (R)         | 42 | 7  | 11 | 24 | 34 | 67 | −33 | 32 | JFL2013へ降格                      |

最終更新は2013年11月24日の試合終了時
出典: J. League Data Site
順位の決定基準: 1. 勝点; 2. 得失点差; 3. 得点数.
1 J1ライセンスを保有するクラブのみ、J1自動昇格（上位2チーム）、プレーオフ参加（3-6位）可。

## 昇格・降格
J1からJ2への降格
第27節（9月29日）にコンサドーレ札幌の降格が決定。
最終節（第34節、12月1日）の結果、16位のヴィッセル神戸、17位のガンバ大阪の降格が決定。
J2からJ1への昇格
第38節（10月14日）にヴァンフォーレ甲府の自動昇格が決定。最終節（第42節、11月11日）に湘南ベルマーレの自動昇格および、京都サンガ・横浜FC・ジェフ千葉・大分トリニータのJ1昇格プレーオフ(PO)出場が決定。11月23日に行われたPO決勝において大分が1-0で千葉を下し大分のJ1昇格が決定。
J2からJFLへの降格
11月11日、J2最終節（第42節）で町田ゼルビアの最下位、ならびにJFL第33節でのV・ファーレン長崎の優勝が決定、翌11月12日の臨時理事会で長崎のJリーグ入会が承認され、正式に長崎のクラブライセンスが発給されることになったことから、町田ゼルビアが自動降格することが決まった。

### J1昇格プレーオフ
|  | 準決勝                     | 準決勝                     |                    |   | 決勝 | 決勝 |
|  |                            |                            |                    |   |      |      |
|  | 11月18日・西京極           |                            |                    |   |      |      |
|  |                            |                            |                    |   |      |      |
|  | 3位 京都サンガF.C.         | 0                          |                    |   |      |      |
|  | 3位 京都サンガF.C.         | 0                          | 11月23日・国立     |   |      |      |
|  | 6位 大分トリニータ         | 4                          |                    |   |      |      |
|  | 6位 大分トリニータ         | 4                          | 6位 大分トリニータ | 1 |      |      |
|  | 11月18日・ニッパツ         |                            | 6位 大分トリニータ | 1 |      |      |
|  |                            | 5位 ジェフユナイテッド千葉 | 0                  |   |      |      |
|  | 4位 横浜FC                 | 5位 ジェフユナイテッド千葉 | 0                  | 0 |      |      |
|  | 4位 横浜FC                 |                            |                    | 0 |      |      |
|  | 5位 ジェフユナイテッド千葉 | 4                          |                    |   |      |      |
|  | 5位 ジェフユナイテッド千葉 | 4                          |                    |   |      |      |

#### 準決勝
| 京都サンガF.C. (3位) | 0 - 4    | 大分トリニータ (6位)                 |
| -------------------- | -------- | ------------------------------------ |
|                      | 公式記録 | 森島康仁 17分, 33分, 61分 (PK), 90分 |

| 横浜FC (4位) | 0 - 4    | ジェフユナイテッド千葉 (5位)                            |
| ------------ | -------- | ------------------------------------------------------- |
|              | 公式記録 | - 藤田祥史 35分, 58分 - 米倉恒貴 53分 - 佐藤健太郎 88分 |

#### 決勝
決勝は5位の千葉と6位の大分との対戦となった。序盤から試合を通じて攻勢を仕掛けていたのは千葉だったが、ラストパスの精度を欠いて決定機をものにすることが出来ず、逆に86分、大分がMF宮沢正史のフィードをMF安川有が頭で競り、そのこぼれ球を拾ったFW森島康仁がオフサイドぎりぎりのタイミングで千葉DF陣の裏に飛び出した途中出場FW林丈統にパス、千葉GK岡本昌弘と1対1となった林が岡本の頭上を抜くループシュートを落ち着いて決めて大分が先制する。千葉はロスタイム5分に怒濤の攻撃を見せるが、これを全員の守備でしのぎきった大分が1-0で勝利。大分が4年ぶりのJ1復帰を果たした。
決勝点を挙げた大分FW林は1999年に千葉（当時のジェフユナイテッド市原）でプロ生活をスタートさせ、京都在籍時の2009年10月24日のJ1第30節・大分戦で大分の降格を決める同点ゴールを挙げており、何かと因縁めいた決勝ゴールとなった。
| 大分トリニータ | 1 - 0    | ジェフユナイテッド千葉 |
| -------------- | -------- | ---------------------- |
| 林丈統 86分    | 公式記録 |                        |

### J1残留争い
2012年シーズンのJ1残留争いは、自動降格となる下位3チームのうち16位・17位が最終節を残した時点で未だ決まらず、第33節終了時点での14位から17位のC大阪・神戸・G大阪・新潟の4チームが降格の可能性を残す大混戦となった。
最終節で、C大阪は引き分けにより自力で残留を決定、17位で降格圏内にいた新潟は勝利で15位へと浮上して残留を決定した一方、ともに負けた16位の神戸と17位のG大阪の2チームが降格するという結果になった。

## 表彰
| 賞                       | 受賞者                           |
| ------------------------ | -------------------------------- |
| 最優秀選手賞             | 佐藤寿人（サンフレッチェ広島）   |
| 得点王                   | 佐藤寿人（サンフレッチェ広島）   |
| ベストヤングプレーヤー賞 | 柴崎岳（鹿島アントラーズ）       |
| 最優秀監督賞             | 森保一（サンフレッチェ広島）     |
| 優秀主審賞               | 西村雄一                         |
| 優秀副審賞               | 相樂亨                           |
| フェアプレー賞 高円宮杯  | サンフレッチェ広島               |
| J1フェアプレー賞         | 川崎フロンターレ                 |
| フェアプレー個人賞       | 佐藤寿人（サンフレッチェ広島）   |
| 功労選手賞               | 藤田俊哉                         |
| 功労選手賞               | 田中誠                           |
| Jリーグベストピッチ賞    | 日産スタジアム                   |
| Jリーグベストピッチ賞    | 東北電力ビッグスワンスタジアム   |
| Jリーグベストピッチ賞    | アウトソーシングスタジアム日本平 |
| Jリーグベストピッチ賞    | キンチョウスタジアム             |
| 最優秀育成クラブ賞       | コンサドーレ札幌                 |
| J2 Most Exciting Player  | 山口智（ジェフユナイテッド千葉） |

### ベストイレブン
| ポジション | 選手名                 | 受賞回数 | 所属クラブ         |
| ---------- | ---------------------- | -------- | ------------------ |
| GK         | 西川周作               | 初       | サンフレッチェ広島 |
| DF         | 駒野友一               | 初       | ジュビロ磐田       |
| DF         | 田中マルクス闘莉王     | 9        | 名古屋グランパス   |
| DF         | 水本裕貴               | 初       | サンフレッチェ広島 |
| MF         | レアンドロ・ドミンゲス | 2        | 柏レイソル         |
| MF         | 遠藤保仁               | 10       | ガンバ大阪         |
| MF         | 青山敏弘               | 初       | サンフレッチェ広島 |
| MF         | 髙萩洋次郎             | 初       | サンフレッチェ広島 |
| FW         | ウイルソン             | 初       | ベガルタ仙台       |
| FW         | 佐藤寿人               | 2        | サンフレッチェ広島 |
| FW         | 豊田陽平               | 初       | サガン鳥栖         |

Jリーグアウォーズは2012年12月3日に横浜アリーナで開催された。

## Jリーグ準加盟
日本フットボールリーグ所属
- AC長野パルセイロ（2012年7月承認）
- カマタマーレ讃岐
- V・ファーレン長崎

第14回日本フットボールリーグの成績により1位・長崎のJ2入会が認められた（J2で22位の町田との入れ替え）
なお成績上入れ替え戦進出となる2位の長野はJ2基準を満たすスタジアムの整備ができておらず、J2ライセンス申請をしていないため、J2入りはできなかった
地域リーグ以下
- S.C.相模原（関東社会人リーグ1部）

## 2013年度クラブライセンス審査結果
Jリーグは2013年度から「Jリーグクラブライセンス制度」を導入するにあたり、J1・J2の40クラブとJリーグ準加盟のJFL2クラブ（カマタマーレ讃岐、V・ファーレン長崎）の42クラブが申請を行い、交付決定前に申請を取り下げた讃岐 を除く41クラブに対して、次の通りライセンスを交付した。なお、讃岐以外に交付を却下されたクラブはなかった。
- J1ライセンス（33クラブ） - 札幌、仙台、山形、鹿島、栃木、浦和、大宮、千葉、柏、FC東京、東京V、川崎、横浜FM、横浜FC、湘南、甲府、松本、新潟、富山、清水、磐田、名古屋、京都、G大阪、C大阪、神戸、岡山、広島、徳島、福岡、鳥栖、大分[注 3]、熊本
- J2ライセンス（8クラブ） - 水戸、草津（群馬）、町田、岐阜、鳥取、愛媛、北九州、長崎[注 1]

なお、B基準を満たしていない36クラブについてはライセンスの剥奪等はないが、「文書提出」を制裁として求めた他、18クラブに対し経営上の指導を受けた。（内訳：「是正通達と個別通知」同時=4、「是正通達」のみ=5、「個別通知のみ」=9）